# Kleszczele
Kleszczele (ucraineană Кліщелі, Klishcheli) este un oraș în Polonia.